# Denis Viana da Silva
Denis Viana da Silva hay more commonly Denis Silva (sinh ngày 3 tháng 9 năm 1986 ở Cubatão, São Paulo) là một cầu thủ bóng đá người Brasil thi đấu cho Syrianska FC ở vị trí hậu vệ.